# Haldo Gibson
Stig Haldo Isodor Gibson, född 3 november 1923 i Lycksele församling, död 25 april 2007 i Stockholm, var en svensk översättare och ordboksförfattare.
Enligt uppgift i Svensk filmdata spelade han "en ung man på järnvägskaféet" i filmen Ombyte av tåg (1943).